# Thomas M. Bowen
Thomas M. Bowen (Burlington, 1835. október 26. – Pueblo, 1906. december 30.) az Amerikai Egyesült Államok szenátora (Colorado, 1883–1889).